# Pseudosoloe thalassina
Pseudosoloe thalassina là một loài bướm đêm trong họ Geometridae.